# Walther Ritz
Walther Ritz (Sion, 22 febbraio 1878 – Gottinga, 7 luglio 1909) è stato un fisico svizzero.
Famoso per il suo lavoro con Johannes Rydberg sul principio di combinazione di Rydberg-Ritz. Ritz è noto anche per il metodo variazionale di approssimazione che prende il suo nome.

## Biografia
Suo padre, Raphael Ritz, nativo di Vallese, fu uno scenografo, sua madre era figlia dell'ingegnere Noerdlinger. Ritz studiò a Zurigo e a Gottinga. La sua morte all'età di 31 anni è stata attribuita alla tubercolosi, contratta nel 1900, e dalla pleurite.

## Carriera
Nel 1908 Ritz produsse una lunga critica sulla teoria elettromagnetica di Maxwell-Lorentz, in cui egli sosteneva che la connessione della teoria con l'etere luminescente (vedi la teoria dell'etere di Lorentz) lo rendeva "essenzialmente inappropriato per esprimere le leggi complete per la propagazione di azioni elettrodinamiche ".